# A·G·克魯格
A·G·克魯格（英語：A. G. Kruger；1979年2月18日—）是一名美國鏈球運動員，曾代表美國參加2004年雅典奧運、2008年北京奧運及2012年倫敦奧運，三次都無功而還。他個人最佳成績為79.26公尺。

## 外部連結
- A·G·克魯格在的頁面